# Journey to the Center of the Earth (Tokyo DisneySea)
Pour les articles homonymes, voir Journey to the Center of the Earth.
Journey to the Center of the Earth est une attraction du parc Tokyo DisneySea basée sur le roman Voyage au centre de la Terre de Jules Verne. C'est une attraction de type montagnes russes à bord d'un véhicule "souterrain" qui emmène les visiteurs dans les profondeurs de la Terre. Il s'agit avant tout d'une aventure dans un décor somptueux et finement détaillé, avec des séquences à sensation.
Cette attraction avait en partie été conçue comme l'une des attractions possibles du projet Discovery Mountain du parc Disneyland (Paris) — elle y fut cependant envisagée sous forme d'une tour de chute — mais le concept ne fut pas développé pour des raisons de restrictions budgétaires. C'est Oriental Land Company qui fit développer et construire l'attraction.

## Description
La visite commence dès le début par la file d'attente dans la caldeira du Mont Prometheus, la base secrète du capitaine Nemo. Après avoir pénétré dans une importante grotte du volcan où il est possible d'apercevoir la percée d'une foreuse ainsi que l'engin dans le plafond, le visiteur passe les portes de la base. Aux murs des schémas, des croquis et des tableaux font découvrir la base et ses utilisations. L'une des inventions les plus remarquables correspond au véhicule mi-train, mi-foreuse utilisé dans l'attraction. Ensuite les visiteurs se trouvent face au Terravator, un ascenseur pour les entrailles de la Terre dont le plan est affiché au-dessus des portes. Durant la "descente", la chaleur augmente et à l'arrivée au niveau inférieur, une caverne "creusée" dans des roches inconnues permet d'embarquer dans le véhicule.
À bord de cet engin "souterrain", les visiteurs traversent une caverne de cristaux phosphorescents où chaque gemme et diamant est d'une taille impressionnante (donc à un prix inimaginable). La visite se poursuit dans la forêt des Fungi (champignons), où l'on découvre une vie jusqu'alors inconnue. Subitement, une foule de créatures apparaît, encore plus étrange que les champignons. Puis les véhicules s'égarent dans les boyaux de la Terre, passant devant d'étranges cocons, et débouchant sur le littoral de la mer souterraine. Une tempête souterraine se déclenche sur cet océan, mais le véhicule l'évite de peu. Puis, il pénètre dans des cavernes envahies par le magma, tandis qu'un rugissement se fait entendre. Une créature semblable à un énorme ver doté d'une carapace, mais vivant dans la lave, surgit soudainement. Alors qu'il s'apprête à attaquer, une éruption se déclenche et expulse le véhicule par une fissure latérale du Mont Prometheus à plus de 75 km/h. Mais la chute s'avère difficile, le long de la pente extérieure du volcan. Lorsqu'il se stabilise, le véhicule revient à la base par un tunnel.

## Tokyo DisneySea

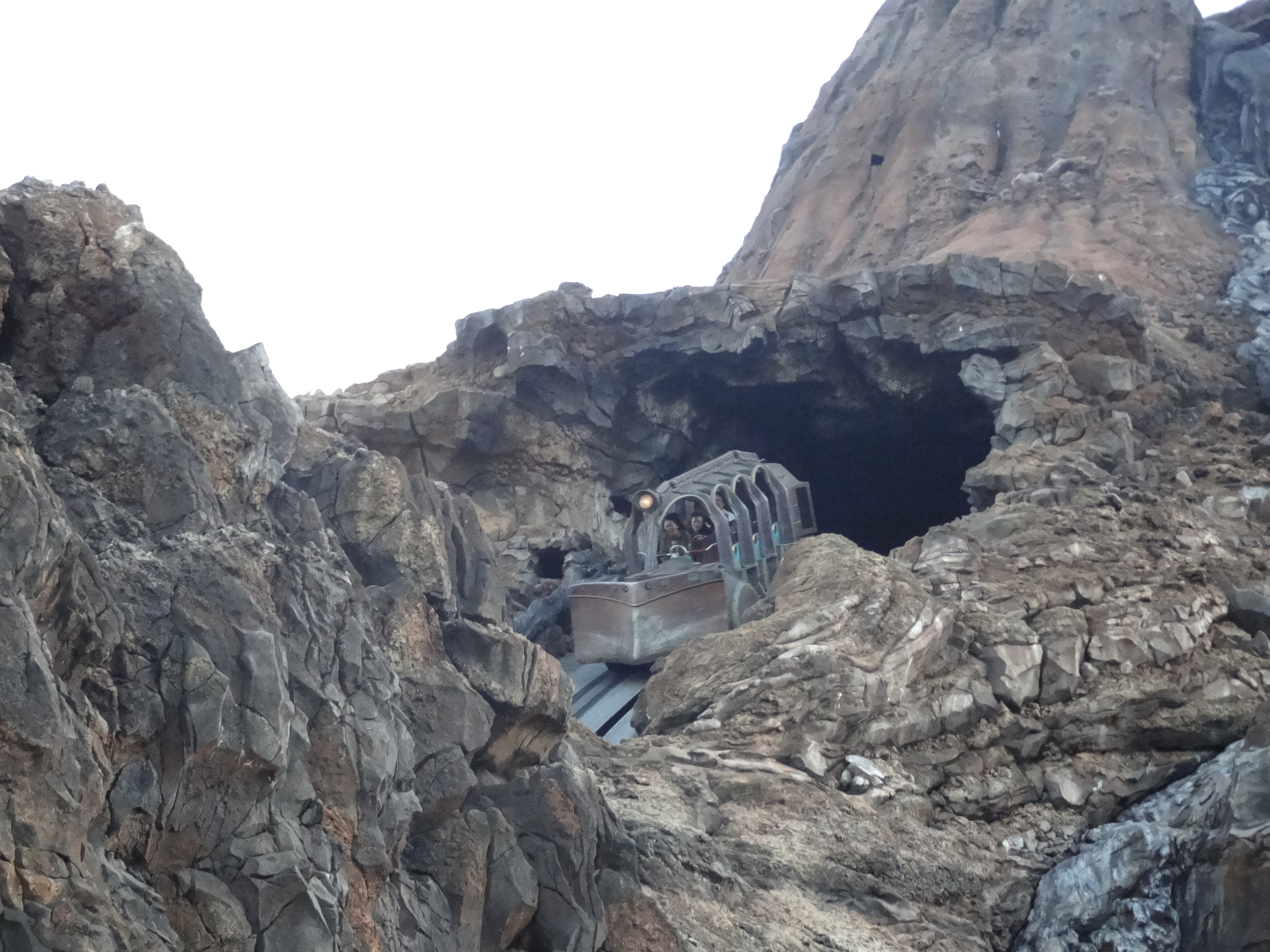
Véhicule de Journey to the Center of the Earth.

L'attraction est construite au sein du Mont Prometheus, le volcan central du parc, dans Mysterious Island. L'attraction fait partie de Mysterious Island, reconstitution de l'Île Mystérieuse de Jules Verne, telle que le film de Vingt Mille Lieues sous les mers la présente. En tant que repaire de Nemo, le Nautilus y est amarré (attraction 20,000 Leagues Under the Sea), et c'est le capitaine qui a exploré les profondeurs du volcan. Les véhicules sont conçus sur le même principe que ceux de Rocket Rods (attraction présente à Disneyland entre 1998 et 2001), mais plus proches d'un hybride entre une locomotive et une foreuse. L'attraction a ouvert avec le parc le 4 septembre 2001.
Cette attraction bénéficie du système FastPass
- Ouverture : 4 septembre 2001 (avec le parc)
- Sponsor : Dai-ichi Mutual Life Insurance
- Durée : 3 min
- Vitesse maximale : 75 km/h
- Capacité des véhicules : 6 personnes
- Taille requise : 1,17 m
- Situation : 35° 37′ 34″ N, 139° 53′ 04″ E